# Túlio Gustavo Cunha Souza
Túlio Gustavo Cunha Souza, noto semplicemente come Túlio Souza  (Campina Grande, 25 marzo 1983), è un ex calciatore brasiliano, di ruolo centrocampista.

## Palmarès

### Club
- Taça Rio: 1

Botafogo: 2008
- Campionato Carioca: 1

Botafogo: 2010